# Salsa rosa (programma televisivo)
Salsa rosa è un programma televisivo italiano condotto dall'attrice Katia Follesa del duo "Katia e Valeria" affiancata dal modello brasiliano Bruno Cabrerizo, in onda sul canale Comedy Central (122 di Sky).

## Descrizione
Lo show, dopo un'anteprima il 6 gennaio 2010, va in  onda dal lunedì al venerdì dalle 10 a mezzogiorno, ed è una parodia dei programmi del mattino come Mattino 5 e Verissimo che vede susseguirsi improbabili rubriche (Il caso umano, Dottore mi fa male qui, Piccoli rimedi fai da te) a ospiti vip come Alessia Marcuzzi, Cristina Del Basso, Luca Dorigo, Rosita Celentano, Giorgio Mastrota, Mara Maionchi, Carmen Russo, Alessandro Cecchi Paone e tanti altri.
All'interno del programma ogni giorno si alternano i telefilm Vita da strega, Love Bugs e la sitcom in prima visione Le regole dell'amore.
Visto il successo ottenuto, il programma viene riconfermato per una seconda edizione in onda a partire da lunedì 8 novembre 2010.

## Sigla
La sigla è una parodia di quella del telefilm Sex and the City.